# دفتر مرکزی امنیت داده‌ها (آلمان)

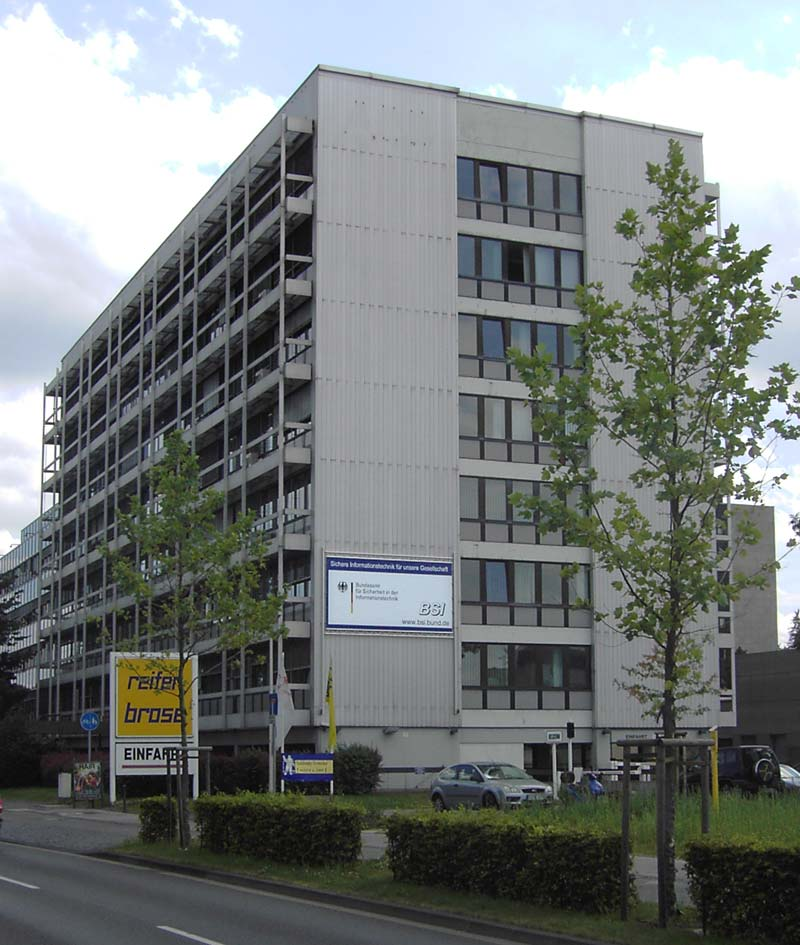
مقر بی اس آی در بن، Godesberger Allee 185-189

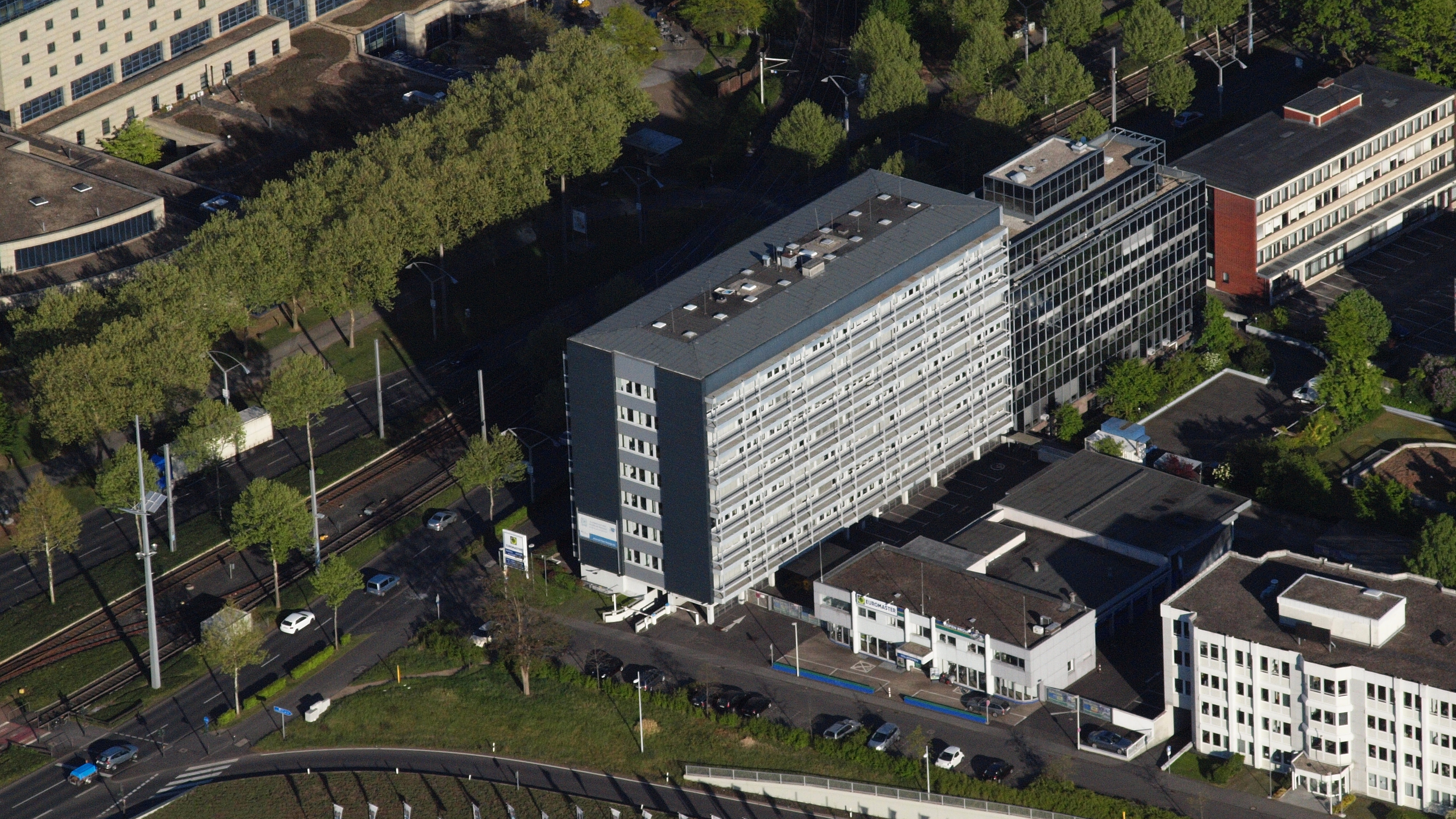
بن، دفتر فدرال امنیت در فناوری اطلاعات

دفتر مرکزی امنیت داده‌ها (بی اس آی) یک مقام بالاتر فدرال آلمان در مجموعه وزارت کشور فدرال مستقر در بن است که مسئول مسائل امنیت فناوری اطلاعات است. اصل راهنمای بی اس آی این است: "به عنوان مرجع امنیت سایبری فدرال، بی اس آی امنیت اطلاعات را در دیجیتالی شدن از طریق پیشگیری، شناسایی و واکنش برای ایالت، تجارت و جامعه طراحی می‌کند. بین سال‌های ۲۰۱۶ و ۲۰۱۹، تعداد موقعیت‌ها در بی اس آی به تقریباً ۱۲۹۰ (دو برابر) افزایش یافت. در سال ۲۰۲۱، بی اس آی تعداد موقعیت‌ها (عملیلت‌های) خود را ۱۵۵۰٫۷ مورد عنوان می‌کند.

## تاریخچه
بی اس آی در سال ۱۹۹۱ با قانون اداره فدرال امنیت اطلاعات (بی اس آی جی) تأسیس شد و از دفتر مرکزی امنیت اطلاعات (ZSI) پدید آمد. مرجع قبلی آن دفتر مرکزی رمزنگاری (ZfCh) بود که به سرویس اطلاعات فدرال (BND) وابسته بود. ریاضیدان اتو لیبریچ، با سرویس اطلاعات فدرال از سال ۱۹۵۷ و اخیراً رئیس ZfCh و از ۱ ژوئن 1989 ZSI، اولین رئیس بی اس آی بود.
پس از خروج اتو لیبریچ، دیرک هنزه از اول ژانویه جایگزین او و در ژانویه ۱۹۹۳ به عنوان رئیس جدید بی اس آی منصوب شد. اودو هلمبرشت در مارس ۲۰۰۳ جانشین او شد. پس از آن، مایکل هانگ در ۱۶ آوریل استعفا داد. اکتبر ۲۰۰۹ به عنوان رئیس شروع به کار کرد و در ۱۱ نوامبر ۲۰۰۹ انتخاب شد.
از هجدهم فوریه ۲۰۱۶، رئیس سابق شورای امنیت سایبری آلمان e. V. Arne Schönbohm منسوب شد. دفتر او در گروه حقوق B 8 از مقیاس حقوق فدرال B طبقه‌بندی می‌شود. او عنوان رسمی رئیس را یدک می‌کشد. در آستانه انتصاب وی، انتقاداتی نسبت به انتصاب وی مطرح شد. گرهارد شابوسر از ۱ ژانویه ۲۰۱۷ به عنوان معاون رئیس بی اس آی منصوب شد.
بر اساس توافقنامه ائتلافی احزاب در دولت فدرال در فوریه ۲۰۱۸، حوزه مسئولیت اداره فدرال گسترش خواهد یافت. این مشاوره برای شرکت‌های کوچک و متوسط ارائه می‌دهد و به عنوان یک مرجع امنیت سایبری ملی در حال گسترش است. این شامل صدور گواهینامه مرکزی و استانداردسازی برای امنیت فناوری اطلاعات و سایبری است. علاوه بر این، بی اس آی وظایف اضافی در زمینه حفاظت از مصرف‌کننده دیجیتال دارد.
اداره فدرال در حال حاضر از پنج ساختمان در بن استفاده می‌کند. به دلیل مشاغل اضافی، یک ساختمان جدید در Rheinauen بن در نظر گرفته شده‌است که تا ۱۰۵۰ کارمند می‌توانند در آن کار کنند.
برای همکاری با ایالت‌های فدرال، بی اس آی یک سیستم ارتباط ملی با تماس در شهرهای هامبورگ، ویسبادن، بن، اشتوتگارت، برلین و درسدن ایجاد کرده‌است. در سال ۲۰۱۷، بی اس آی یک دفتر ارتباطی در ویسبادن راه اندازی کرد. در ۵ فوریه ۲۰۱۹، بی اس آی یک دفتر رابط برای منطقه شمال در هامبورگ افتتاح کرد. با حضور خود در هامبورگ، مرجع امنیت سایبری در حال گسترش دامنه اطلاعات و پشتیبانی خود از شرکت‌ها، مقامات، شهرداری‌ها و سایر موسسات در شمال آلمان است. دفتر رابط به عنوان نقطه تماس مقامات، شرکت‌ها و سایر موسسات در ایالت‌های فدرال برمن، هامبورگ، مکلنبورگ-پومرانی غربی، نیدرزاکسن، زاکسن-آنهالت و شلزویگ-هولشتاین برای سوالات مربوط به بی اس آی و موضوع امنیت سایبری در نظر گرفته شده‌است.
از دسامبر ۲۰۱۹ یک دفتر دوم برای ۲۰۰ کارمند در فرایتال نزدیک درسدن وجود دارد. که برای دسترسی بهتر به بی اس آی تأسیس گشت.
کمیته بودجه بوندستاگ آلمان تصمیم گرفت شعبه دیگری در زاربروکن دربخش ۳۰ افتتاح کند.

## وظایف و بخش‌ها
حوزه مسئولیت بی اس آی توسط قانون اداره فدرال امنیت اطلاعات (قانون بی اس آی) تعریف شده‌است. هدف بی اس آی ارتقای پیشگیرانه اطلاعات و امنیت سایبری به منظور امکان و ارتقای استفاده ایمن از فناوری اطلاعات و ارتباطات در دولت، تجارت و جامعه است. به عنوان مثال، بی اس آی حداقل استانداردهای عمل محور و توصیه‌های خاص گروه هدف را برای اقدام در مورد امنیت فناوری اطلاعات و اینترنت به منظور حمایت از کاربران در اجتناب از خطرات ایجاد می‌کند.
بی اس آی همچنین مسئول حفاظت از سیستم‌های فدرال فناوری اطلاعات است. این شامل دفاع در برابر حملات سایبری و سایر تهدیدات فنی علیه سیستم‌ها و شبکه‌های فناوری اطلاعات دولت فدرال است. بی اس آی سالی یک بار به کمیته داخلی بوندستاگ (مجلس) آلمان گزارش می‌دهد.
وظایف بی اس آی نیز عبارتند از:
- حفاظت از شبکه‌های فدرال، شناسایی و دفاع در برابر حملات به شبکه‌های دولتی
- تست، صدور گواهینامه و اعتبار محصولات و خدمات فناوری اطلاعات
- هشدار برنامه‌های مخرب یا شکاف‌های امنیتی در محصولات و خدمات فناوری اطلاعات
- مشاوره امنیت فناوری اطلاعات برای دولت فدرال و سایر گروه‌های هدف
- اطلاع‌رسانی و حساس سازی شهروندان برای موضوع فناوری اطلاعات و امنیت اینترنت (حمایت از مصرف‌کننده دیجیتال)
- اطلاع‌رسانی و حساس سازی اقتصاد برای موضوع فناوری اطلاعات و امنیت اینترنت
- توسعه استانداردهای یکنواخت و الزام‌آور امنیت فناوری اطلاعات
- توسعه سیستم‌های رمزنگاری برای فناوری اطلاعات فدرال

ساختار سازمانی جدید بی اس آی از ۱۵ آوریل ۲۰۱۹ به اجرا درآمد که الزامات جدید و افزایش پرسنل بی اس آی را در نظر می‌گیرد. بی اس آی به عنوان یک مرکز صلاحیت مرکزی برای امنیت سایبری از طریق وظایفی در زمینه حفاظت از مصرف‌کننده دیجیتال یا صدور گواهینامه و استانداردسازی و همچنین در طراحی دیجیتالی سازی ایمن در انتقال انرژی، مراقبت‌های بهداشتی یا با استاندارد جدید رادیویی موبایل 5G شناخته می‌شود. با ساختار سازمانی جدید، بی اس آی به هشت بخش تقسیم شده‌است که هفت بخش آن تخصصی و یک بخش برای وظایف اداری است. بخش‌های تخصصی هر کدام به سه حوزه تخصصی تقسیم می‌شوند. یک ویژگی خاص بخش TK است که در آن مراکز صلاحیت فنی بی اس آی گرد هم آمده‌اند. وظایف این بخش به موضوعاتی مانند هوش مصنوعی، امنیت سیستم‌های کنترل صنعتی، محاسبات ابری، زیرساخت‌های امن 5G، ایمنی یا تجزیه و تحلیل محصولات سخت‌افزاری و نرم‌افزاری می‌پردازد. علاوه بر این، یک ستاد مدیریتی وجود دارد که به سه حوزه تقسیم شده‌است.
- بخش TK - مراکز صلاحیت فناوری: مدیریت: توماس کاسپرس
  - FB TK 1 - سیستم‌های فناوری اطلاعات
  - FB TK 2 - زیرساخت‌های فناوری اطلاعات
- بخش مدیریت دانش - فناوری رمزنگاری و مدیریت فناوری اطلاعات: رئیس: گونتر ولش
  - FB KM 1 - تأیید و ارائه سیستم‌های امنیتی VS و IT
  - FB KM 2 - مشخصات، توسعه و آزمایش سیستم‌های امنیتی رمزنگاری، VS و IT
  - FB KM 3 - مدیریت فناوری اطلاعات
- بخش OC - امنیت سایبری عملیاتی: رئیس: دیرک هاگر
  - FB OC 1 - تشخیص
  - FB OC 2 - وضعیت امنیتی فناوری اطلاعات و CERT
- بخش SZ - استانداردسازی، صدور گواهینامه و امنیت خدمات مخابراتی: رئیس: ساندرو آمندولا
  - FB SZ 1 - استانداردسازی، اصول صدور گواهینامه، نظارت
  - FB SZ 2 - روش صدور گواهینامه
  - FB SZ 3 - امنیت سایبری در زیرساخت‌های تلفن همراه و فناوری تراشه
- بخش DI - امنیت سایبری در دیجیتال سازی و هویت‌های الکترونیکی: رئیس: Silke Bargstädt-Franke
  - FB DI 1 - امنیت سایبری برای هویت‌های الکترونیکی (eID)
  - FB DI 2 - امنیت سایبری در دیجیتال سازی
- بخش BL - مشاوره برای مقامات فدرال، ایالتی و محلی: رئیس: Horst Samsel
  - FB BL 1 - مشاوره امنیت اطلاعات و حفاظت از اسرار
  - FB BL 2 - مدیریت مشتری و قانون
  - FB BL 3 - امنیت اطلاعات مراکز داده و شبکه‌های فدرال تلفیقی
- دپارتمان WG - امنیت سایبری برای تجارت و جامعه: رئیس: نادین ناگل
  - FB WG 1 - امنیت سایبری برای زیرساخت‌های حیاتی
  - FB WG 2 - امنیت سایبری برای تجارت و جامعه
  - FB WG 3 - حفاظت از مصرف‌کننده دیجیتال، امنیت سایبری برای جامعه و شهروندان
- بخش Z – وظایف مرکزی: مدیریت: Jörg Pieper
  - سازمان
  - جذب و توسعه پرسنل
  - پشتیبانی پرسنل
  - خانواده
  - خدمات داخلی
  - تخصیص و پشتیبانی پروژه
  - اموال و حفاظت مخفی

تا سال ۲۰۱۷، بی اس آی کاتالوگ‌های حفاظت پایه فناوری اطلاعات را منتشر کرد که حاوی توصیه‌هایی برای اقدامات حفاظتی استاندارد برای سیستم‌های فناوری اطلاعات معمولی بود. کاتالوگ‌های قبلی IT-Grundschutz به عنوان بخشی از مدرن سازی IT-Grundschutz به خلاصه جدید IT-Grundschutz تبدیل شدند. نوسازی حفاظت از خط پایه فناوری اطلاعات در اکتبر ۲۰۱۷ تکمیل شد. پس از بازنگری اساسی در کل متدولوژی، IT-Grundschutz جدید به کاربران مبتدی و پیشرفته یک روش ماژولار و انعطاف‌پذیر برای افزایش امنیت اطلاعات در مقامات و شرکت‌ها ارائه می‌دهد. پیشنهادات جدید به‌طور خاص شرکت‌ها و مقامات کوچک و متوسط را مورد توجه قرار می‌دهد. IT-Grundschutz یک روش، دستورالعمل، توصیه و استاندارد است که همگی در یک مجموعه قرار گرفته‌اند. همه مؤسساتی که می‌خواهند سیستم‌های فناوری اطلاعات و شبکه‌های داده خود و در نتیجه فرآیندهای تجاری یا اداری خود را مطابق با پیشرفت روز دنیا در زمان دیجیتالی شدن ایمن کنند، می‌تواند مورد استفاده قرار گیرد. در سال ۱۹۹۴، بی اس آی برای اولین بار توصیه‌های امنیتی IT را با نام IT-Grundschutz منتشر کرد.
بی اس آی مرکز صدور گواهینامه برای امنیت سیستم‌های فناوری اطلاعات در آلمان (امنیت کامپیوتر و داده‌ها، حفاظت از داده‌ها) است. آزمایش و صدور گواهینامه در رابطه با استانداردهای کتابچه راهنمای حفاظت از خط پایه فناوری اطلاعات، برگه سبز، ITSEC و معیارهای مشترک امکان‌پذیر است. هزینه‌های بی اس آی طبق قانون بی اس آی - به عنوان مثال برای صدور گواهینامه بر اساس معیارهای مشترک در مقررات ویژه هزینه BMI مشخص شده‌است. اداره آمار فدرال هزینه‌ها را محاسبه می‌کند.
بی اس آی مرجع ملی در زمینه رمزنگاری است که توصیه‌ها و دستورالعمل‌های فنی را برای فرآیندهای رمزنگاری ایجاد می‌کند و در توسعه استانداردهای بین‌المللی رمزنگاری مشارکت دارد.
در اواسط سال ۲۰۱۷، بی اس آی یک مرکز شایستگی راه اندازی کرد تا فعالیت‌های بی اس آی را در زمینه هوش مصنوعی و یادگیری ماشین متمرکز کند.
استراتژی فدرال فناوری اطلاعات افزایش تنوع نرم‌افزارها و در نتیجه کاهش کشت‌های تک نرم‌افزاری و در نتیجه کاهش احتمال حملات را در نظر می‌گیرد. در بی اس آی، FLOSS (نرم‌افزار منبع باز رایگان/آزاد) در مکان‌های مختلف، به‌عنوان مثال در حوزه پردازش داده‌های گزارش، در تیم واکنش اضطراری رایانه (CERT) و در تست‌های نفوذ استفاده می‌شود.
طبق قانون بی اس آی، این مرجع به عنوان اداره ثبت مرکزی برای امنیت فناوری اطلاعات، تمام داده‌های گزارشی را که از ارتباطات آنلاین بین شهروندان و مؤسسات اداری فدرال ناشی می‌شود، ذخیره می‌کند.
با لازم الاجرا شدن قانون افزایش امنیت سیستم‌های فناوری اطلاعات (قانون امنیت فناوری اطلاعات) در جولای ۲۰۱۵، وظایف و اختیارات بی اس آی گسترش یافت (BGBl. . I S. 1324). با توجه به § ۸ قانون بی اس آی، اپراتورهای زیرساخت‌های حیاتی باید امنیت فناوری اطلاعات پیشرفته را پیاده‌سازی کنند و به‌طور منظم مطابقت با بی اس آی را نشان دهند. در صورت کشف نواقص امنیتی، بی اس آی ممکن است با توافق با مقامات نظارتی دستور رفع آنها را بدهد. علاوه بر این، طبق § 8b بی اس آی جی، بی اس آی نقطه گزارش مرکزی برای امنیت فناوری اطلاعات زیرساخت‌های حیاتی خواهد بود. اپراتورها باید اختلالات قابل توجهی را در فناوری اطلاعات خود به بی اس آی گزارش دهند، در صورتی که این اختلال می‌تواند بر در دسترس بودن خدمات حیاتی تأثیر بگذارد. اگر اپراتور KRITIS دچار اختلالات فناوری اطلاعات شود که باید گزارش شود، بی اس آی ممکن است، در صورت لزوم، سازندگان محصولات و سیستم‌های فناوری اطلاعات مربوطه را نیز ملزم به همکاری کند. علاوه بر این، طبق § 7a، بی اس آی این اختیار را دارد که محصولات فناوری اطلاعات را برای امنیت آنها بررسی کند تا وظایف خود را انجام دهد.
برای حمایت از ایالت‌ها و شهرداری‌ها، مقامات فدرال و اتحادیه اروپا و همچنین شرکت‌ها، اتاق‌های فکر و تصمیم‌گیرندگان در جامعه، بی اس آی سیستم ارتباطی را با افسران رابط در ویسبادن، برلین، اشتوتگارت، هامبورگ و بروکسل راه‌اندازی کرده‌است. افراد تماس یک نمای کلی از خدمات ارائه شده توسط بی اس آی در محل ارائه می‌دهند و در صورت نیاز مشاوره و پشتیبانی ارائه می‌دهند.

### مرکز ملی پاسخگویی سایبری
مرکز ملی دفاع سایبری (Cyber-AZ)، که در ۱ آوریل ۲۰۱۱ راه اندازی شد، یک مرکز همکاری بین مقامات آلمانی در سطح فدرال برای دفاع در برابر حملات الکترونیکی به زیرساخت‌های فناوری اطلاعات در جمهوری فدرال آلمان و اقتصاد آن است. مرکز دفاع سایبری (Cyber-AZ) عنصر اصلی استراتژی امنیت سایبری است که توسط دولت فدرال در سال ۲۰۱۱ به تصویب رسید. Cyber-AZ برای بهینه‌سازی همکاری عملیاتی و هماهنگی اقدامات حفاظتی و دفاعی در نظر گرفته شده‌است. این کار بر اساس یک رویکرد کل نگر انجام می‌شود که تهدیدهای مختلف در فضای سایبری را گرد هم می‌آورد که شامل این موارد می‌شود: جاسوسی سایبری، جاسوسی سایبری، تروریسم سایبری و جرایم سایبری. هدف: تبادل سریعتر اطلاعات، ارزیابی سریع و توصیه‌های مشخص برای اقدام ناشی از این امر. همان‌طور که وضعیت ریسک از سال ۲۰۱۱ تغییر کرده‌است، Cyber-AZ نیز تغییر کرده‌است. این از یک مرکز اطلاعات خالص به پلت فرم همکاری مرکزی مقامات امنیتی فناوری اطلاعات توسعه یافت. دیوان حسابرسان فدرال انتقاداتی از این مرکز داشت، دیوان حسابرسی معتقد است که Cyber-AZ «برای جمع‌بندی مسئولیت‌ها و مهارت‌های توزیع شده در بین مقامات زمانی که صحبت از دفاع در برابر حملات از فضای سایبری می‌شود، مناسب نیست. مقامات ذیصلاح به گزارش اداره حسابرسی فدرال واکنش نشان دادند و فرایند ارزیابی و توسعه بیشتر در Cyber-AZ را آغاز کردند. در ژوئیه و سپتامبر ۲۰۱۶، بی اس آی در پاسخ به درخواست IFG از وبلاگ Netzpolitik.org، نتایج این فرایند را برای پرسش‌کننده ارسال کرد که آنها را برای عموم در پلتفرم fragdenstaat.de در دسترس قرار داد.
با تصویب قوانین رویه جدید Cyber-AZ در ۱. سپتامبر ۲۰۱۹، تغییرات قابل توجهی اعمال شد. برای اولین بار، همه مقامات درگیر متعهد شدند که افسران رابط در محل را به Cyber-AZ بفرستند. Cyber-AZ اکنون بر اساس مدل مرکز مشترک ضد تروریسم (GTAZ) ساخته شده‌است. وظیفه رئیس Cyber-AZ با هماهنگی جایگزین شده‌است. این وظیفه از ۱۶ آوریل انجام شده‌است. دسامبر ۲۰۱۹ برای دو سال آینده توسط BKA. BKA توسط معاونان هماهنگ‌کننده BfV و Bundeswehr یا KdoCIR پشتیبانی می‌شود. Cyber-AZ در بی اس آی و بنابراین در مجاورت مرکز ملی وضعیت فناوری اطلاعات/مرکز واکنش به بحران فناوری اطلاعات و CERT-Bund باقی خواهد ماند. مانند قبل، بی اس آی زیرساخت فناوری اطلاعات و کارکنان دفتر Cyber-AZ را نیز فراهم می‌کند.

### اتحاد برای امنیت سایبری
اتحاد برای امنیت سایبری ابتکاری از اداره فدرال امنیت اطلاعات است که در سال ۲۰۱۲ با همکاری انجمن فدرال فناوری اطلاعات، مخابرات و رسانه‌های جدید تأسیس شد. و توانست پنجمین سالگرد خود را در سال ۲۰۱۷ جشن بگیرد. هدف این اتحاد به عنوان ائتلافی از تمامی بازیگران مهم در زمینه امنیت سایبری در آلمان، ارائه اطلاعات به روز و معتبر در مورد تهدیدات در فضای سایبری است. این ابتکار همچنین از تبادل اطلاعات و تجربه بین شرکت کنندگان پشتیبانی می‌کند. اتحاد برای امنیت سایبری اکنون بیش از ۵۰۰۰ عضو دارد که تقریباً ۱۵۰ شرکت شریک و ۱۰۰ شرکت چند برابری را شامل می‌شود. مشارکت رایگان است و در اصل می‌تواند توسط هر مؤسسه آلمانی درخواست شود. از سال ۲۰۱۲، اتحاد برای امنیت سایبری توانسته‌است به‌طور متوسط هر پنجمین روز صدها مشارکت متخصص و رویدادی را در مورد موضوعات مختلف امنیتی فناوری اطلاعات به شرکت کنندگان خود ارائه دهد. قرار است در آینده گفت وگو با بخش‌های مختلف از جمله صنایع شیمیایی و خودروسازی تشدید شود. علاوه بر این، همکاری با سایر ابتکارات امنیت سایبری به منظور گسترش بیشتر شبکه شرکت‌ها، مقامات و موسسات تشدید می‌شود. به ویژه شرکت‌های کوچک و متوسط، که اغلب دارای دانش ویژه ای هستند که باید از آنها محافظت شود، به‌طور فزاینده ای مورد توجه اتحاد برای امنیت سایبری قرار می‌گیرند.

### UP CRITIS
UP KRITIS (UP مخفف برنامه پیاده‌سازی) یک همکاری عمومی-خصوصی بین اپراتورهای زیرساخت‌های حیاتی (KRITIS)، انجمن‌های آنها و سازمان‌های دولتی مسئول مانند بی اس آی است. این به هشت بخش از نه بخش زیرساخت‌های حیاتی می‌پردازد. بخش «ایالت و اداره» تحت پوشش UP BUND و فعالیت در سطح ایالتی و محلی است. هدف از همکاری UP KRITIS حفظ عرضه خدمات زیرساختی حیاتی در آلمان است. همه سازمان‌های مستقر در آلمان که زیرساخت‌های حیاتی را در آلمان کار می‌کنند، انجمن‌های ملی حرفه‌ای و صنعتی از بخش‌های KRITIS و مقامات مسئول می‌توانند در صورت درخواست در UP KRITIS شرکت کنند.

### بی اس آی برای شهروندان
وظایف بی اس آی شامل اطلاع‌رسانی و افزایش آگاهی شهروندان برای استفاده ایمن از فناوری اطلاعات، رسانه‌های ارتباطی سیار و اینترنت است؛ بنابراین بی اس آی یک سرویس اینترنتی را ارائه می‌دهد که مخصوص نیازهای عموم مردم است. این وب سایت به موضوعات و اطلاعات مربوط به موضوع فناوری اطلاعات و امنیت اینترنت می‌پردازد به گونه ای که برای افراد غیر فنی نیز قابل درک باشد. علاوه بر اطلاعات خالص، بی اس آی همچنین توصیه‌های ملموس و قابل اجرا را در آنجا ارائه می‌کند، به عنوان مثال در مورد موضوعاتی مانند رمزگذاری ایمیل، امنیت گوشی‌های هوشمند، بانکداری آنلاین، رایانش ابری و شبکه‌های اجتماعی. کاربران خصوصی همچنین می‌توانند با بی اس آی از طریق تلفن یا ایمیل با سؤالات خود در مورد امنیت فناوری اطلاعات و اینترنت تماس بگیرند. علاوه بر این، بی اس آی "Bürger-CERT" را ارائه می‌دهد، یک سرویس هشدار و اطلاعات رایگان که شهروندان و مشاغل کوچک را به سرعت و با شایستگی در مورد نقاط ضعف، شکاف‌های امنیتی و سایر خطرات آگاه می‌کند و کمک‌های خاصی را ارائه می‌دهد. قانون برنامه‌ریزی شده IT Security 2.0 همچنین در نظر گرفته شده‌است که صلاحیت‌های حفاظت از مصرف‌کننده را به بی اس آی اختصاص دهد.

## کمک هزینه
کارمندان دولت و کارمندان حقوق بگیر، در صورتی که توسط اداره فدرال امنیت اطلاعات استخدام شده باشند، مطابق ضمیمه I (به § بند ۲۰ ۲ مجموعه ۱) قانون حقوق فدرال، کمک هزینه شغلی در حال حاضر (از سال ۲۰۱۹) ۹۶٫۶۳ تا ۱۹۳٫۲۷ یورو بسته به حقوق آنها یا گروه حقوق و دستمزد افزوده می‌شود

## محصولات
- بیت باکس
- Chiasmus : نرم‌افزار رمزگذاری برای ویندوز و لینوکس
- لیبل: یک روش رمزگذاری نامشخص و متقارن
- Gpg4win: ابزاری رایگان برای رمزگذاری و امضای پیشرفته ایمیل‌ها (توسعه یافته از طرف "ابتکار Gpg4win")
- ارتباطات ایمن سیار: توصیه‌های امنیتی برای خدمات عمومی
- وب سایت بی اس آی برای شهروندان: توصیه‌های امنیتی برای کاربران خصوصی

## انتشارات

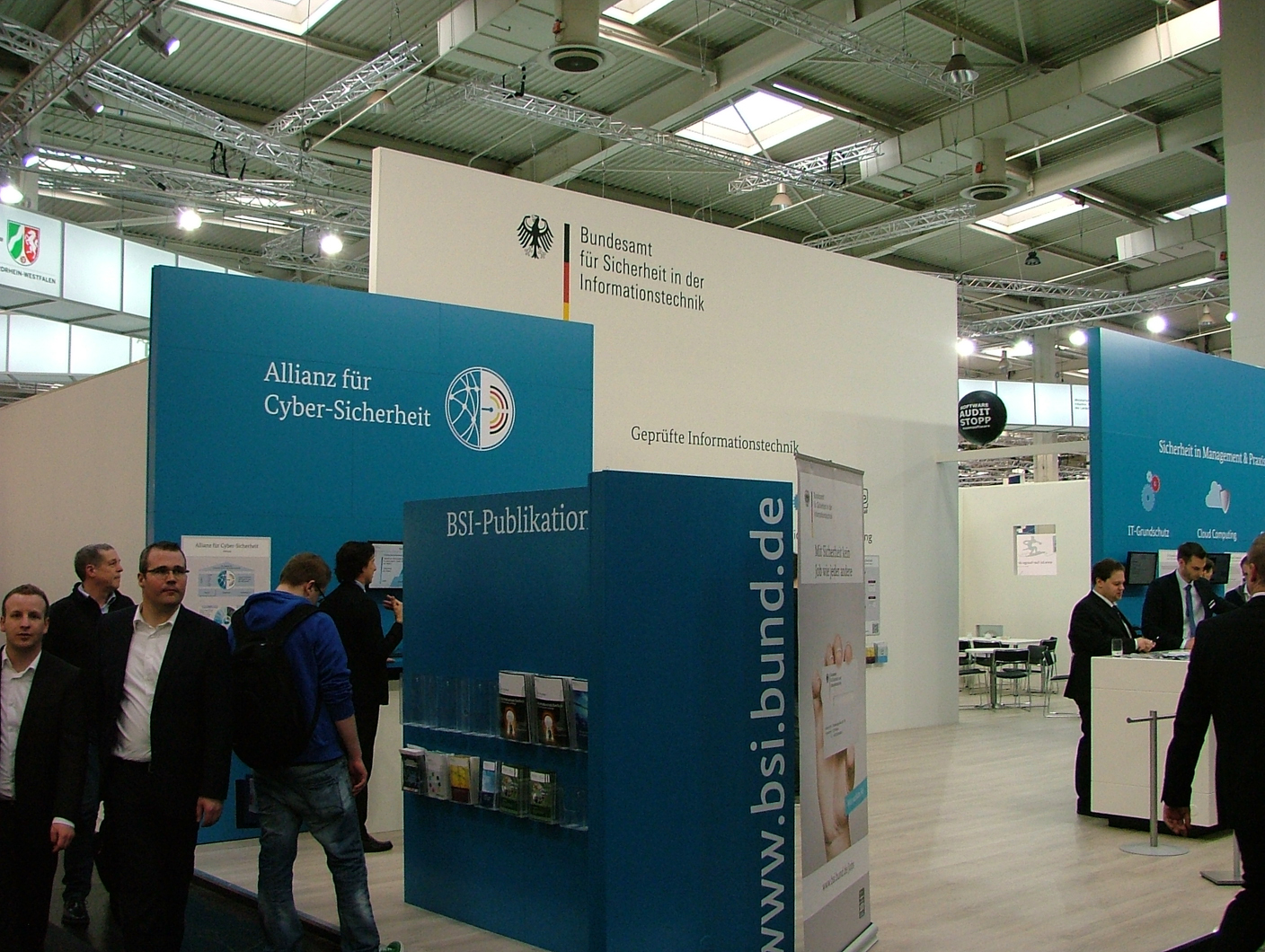
غرفه در CeBIT 2015

- بی اس آی به‌طور منظم مطالعات، دستورالعمل‌ها، برگه‌های اطلاعاتی و بروشورهایی را در مورد امنیت فناوری اطلاعات منتشر می‌کند. برخی از این اسناد برای دانلود رایگان در دسترس هستند.[۳۹] علاوه بر این انتشارات عمومی، بی اس آی از سال ۱۹۹۳ از مجله kes به عنوان یک ارگان رسمی استفاده می‌کند.
- در اواسط ژانویه ۲۰۱۴، گزارش‌هایی مبنی بر سرقت میلیون‌ها اطلاعات کاربر اینترنت در آلمان منتشر شد. اداره فدرال از دسامبر ۲۰۱۳ از این حادثه مطلع بود.[۴۰] بی اس آی یک وب سایت راه اندازی کرد که بر اساس آن هرگونه تأثیر را بررسی می‌کرد.[۴۱] در آغاز آوریل ۲۰۱۴، سرقت دیگری از داده‌ها مشخص شد که در آن ۲۱ میلیون آدرس ایمیل جاسوسی شدند که از این تعداد حدود سه میلیون در آلمان تحت تأثیر قرار گرفتند. آدرس‌های ایمیل آسیب دیده را می‌توان دوباره در وب سایت اداره فدرال بررسی کرد.[۴۲]
- بی اس آی گزارش سالانه وضعیت امنیت فناوری اطلاعات در آلمان را منتشر می‌کند.[۴۳] گزارش مدیریت بی اس آی وضعیت فعلی امنیت فناوری اطلاعات، علل حملات سایبری و ابزار و روش‌های حمله مورد استفاده را با استفاده از مثال‌ها و حوادث خاص توصیف و تحلیل می‌کند. برگرفته از این، گزارش مدیریت به راه حل‌های ممکن برای بهبود امنیت فناوری اطلاعات در آلمان می‌پردازد. گزارش مدیریت برای سال ۲۰۲۰ در ۲۰ آوریل ۲۰۲۰ منتشر شد. اکتبر ۲۰۲۰ در کنفرانس مطبوعاتی فدرال توسط وزیر کشور فدرال هورست زیهوفر و رئیس بی اس آی آرنه شونبوهم به عموم مردم ارائه شد.[۴۴]
- بی اس آی مجله بی اس آی را دو بار در سال منتشر می‌کند که موضوعات جاری دیجیتالی شدن و امنیت سایبری را به گونه ای که افراد عادی بتوانند درک کنند، آماده و ارائه می‌کند.[۴۵]

## لینک‌های وب
- سایت رسمی
- اتحاد برای امنیت سایبری